# Arcipelago di Turku
L'Arcipelago di Turku è situato nella parte orientale del Mar dell'Arcipelago, nel Mar Baltico, a pochi chilometri dalla città finlandese di Turku. Si compone di migliaia di scogli e isole, delle quali solo quattro hanno una significativa popolazione permanente: Ruissalo, Hirvensalo, Kakskerta e Satava. 
Dagli anni Ottanta del 20º secolo parte dell'arcipelago è stata trasformata in Parco Nazionale (Archipelago National Park) per proteggerne i tesori naturali e culturali.

## Amministrazione
L'Arcipelago è suddiviso tra diverse municipalità finlandesi:
- Dragsfjärd
- Finby
- Gustavs
- Houtskär
- Inio

- Kimito
- Korpo
- Merimasku
- Nagu
- Pargas

- Rymättylä
- Taivassalo
- Velkua
- Vilnnas
- Västanfjärd

## Trasporti
Le varie isole dell'arcipelago sono ben collegate tra loro da ponti, traghetti e taxi marittimi. Vi sono inoltre numerosi porticcioli turistici per accogliere coloro che arrivano con la propria barca. La bassa profondità media di queste acque (23 metri) impedisce la navigazione di grandi imbarcazioni.

## Storia
Ritrovamenti archeologici indicano che, circa 9000 anni fa, alcune squadre di cacciatori iniziarono a sfruttare le risorse di cibo dell'arcipelago pescando pesci e abbattendo foche e uccelli. Con il tempo queste popolazioni si stabilirono sulle isole e, circa 4000 anni, fa iniziarono a coltivarle e a insediarvi degli allevamenti di bestiame. Anche l'attività commerciale divenne ben presto fiorente, facilitata dalle comode rotte marittime che collegavano i diversi isolotti.
Tra l'anno 800 e l'anno 1050 circa, l'arcipelago divenne probabilmente una zona irrequieta in cui vivere, visti i frequenti passaggi di imbarcazioni vichinghe dirette verso est. Con l'inizio della dominazione svedese, tra il 1150 e il 1300, migranti dalla Svezia cominciarono a insediarsi nell'arcipelago ed edificarono numerosi villaggi. A metà del 16º secolo però gli abitanti dell'arcipelago diminuirono drasticamente a causa di alcuni cattivi raccolti e delle elevate tasse pretese dalla monarchia svedese. La situazione non migliorò fino al 18º secolo, quando nuove leggi consentirono lo sviluppo di una forma di mezzadria: i proprietari terrieri lasciavano a terzi l'attività di coltivazione dei propri terreni, ricevendo in cambio i frutti dei raccolti. Ai contadini veniva lasciata la possibilità di cacciare, pescare e tenere per sé parte dei frutti delle coltivazioni. Con queste nuove condizioni, la popolazione delle isole crebbero fino a toccare i quasi mille abitanti suddivisi in circa 30 villaggi.
Dal 1917, quando la Finlandia divenne indipendente, lo Stato iniziò a preoccuparsi di questi contadini, promulgando una serie di leggi, più o meno efficaci, con l'obiettivo di migliorare ulteriormente le loro condizioni di vita. Tali leggi si mostrarono però inefficaci e la popolazione dell'arcipelago tornò a diminuire.
Dopo la seconda Guerra Mondiale, con l'aumento delle condizioni di benessere, diverse persone iniziarono a trascorrere le loro vacanze estive nell'arcipelago, alla ricerca di un luogo più salubre e tranquillo in cui riposarsi. Costruire una propria abitazione su queste isole e trascorrere qui l'intero periodo estivo divenne nel tempo un fenomeno di massa. Negli anni Ottanta del 20º secolo, vennero edificati moli e porti per accogliere le barche dei turisti che oggi rappresentano un'importante fonte di reddito per gli isolani.

## Il Parco Nazionale
Nel 1983 viene fondato il Parco Nazionale dell'Arcipelago, che all'epoca comprendeva alcune isole meridionali come Houtskär, Korpo, Nagu e Dragsfjärd. Obiettivo del parco era quello di proteggere sia l'ambiente, sia promuovere la ricerca e l'interesse generale verso la natura, sia preservare la vitalità delle comunità isolane.
Questo parco nazionale è il più grande dei quattro parchi nazionali marini della Finlandia, con un'estensione che nel 2006 raggiunge i 57.000 ettari, dei quali 3.000 sono le terre emerse di oltre 2.000 fra isole e isolotti. Il parco è gestito dal South Finland Nature Services, che è parte dell'ente statale Metsähallitus.
Il panorama tipico del parco comprende tanti arcipelaghi di piccole isole con scogliere frastagliate ricoperte di pini, intervallate da scogli solitari. Sulle isole più grandi sono presenti anche foreste e una ricca vegetazione. Questi paesaggi, nel corso dei secoli, sono stati modellati dall'intervento umano, soprattutto a partire dal 19º secolo, quando le risorse dell'arcipelago cominciarono a essere sfruttate in maniera massiccia. Tutti i terreni più fertili vennero dedicati alla coltivazione e gli alberi largamente abbattuti per usare il legno come combustibile o per costruire nuove abitazioni. La vegetazione delle isole fu messa a dura prova anche dagli allevamenti al punto che, dalla seconda Guerra Mondiale in poi, molte isole vennero desertificate. Ciò portò all'abbandono di molti allevamenti, che permise la rinascita di prati e pascoli.
I visitatori possono raggiungere il parco nazionale su imbarcazioni private, su traghetti oppure tramite tour guidati a bordo di imbarcazioni. Il parco è aperto al pubblico ad eccezione di alcune aree in cui è vietato ormeggiare e camminare nel periodo in cui nidificano alcune specie di uccelli. L'accesso al pubblico è proibito anche in alcune zone protette dove vivono le foche. 
La diversità di flora e fauna del Parco Nazionale dell'Arcipelago è unica in tutta la Finlandia: oltre 360 specie di piante, funghi e animali vivono qui. Tra di queste ci sono più di 40 specie di piante a rischio di estinzione protette da una Direttiva dell'Unione Europea. Tra le piante che crescono nel parco ci sono le orchidee, i gerani e i meli, poco diffusi nel resto del territorio finlandese. Tra i volatili, il parco annovera le somaterie, i gabbiani, le sterne paradisaea, le urie nere, i piovanelli pancianera e le aquile di mare.